# Maciej Freimut
Maciej Freimut (Wąbrzeźno, 24 de febrero de 1967) es un deportista polaco que compitió en piragüismo en la modalidad de aguas tranquilas.
Participó en los Juegos Olímpicos de Barcelona 1992, obteniendo una medalla de plata en la prueba de K2 500 m. Ganó siete medallas en el Campeonato Mundial de Piragüismo entre los años 1989 y 1995, y dos medallas en el Campeonato Europeo de Piragüismo de 1997.

## Palmarés internacional
| Juegos Olímpicos   | Juegos Olímpicos          | Juegos Olímpicos  | Juegos Olímpicos |
| Año                | Lugar                     | Medalla           | Competición      |
| ------------------ | ------------------------- | ----------------- | ---------------- |
| 1992               | Barcelona (España)        | Medalla de plata  | K2 500 m         |
| Campeonato Mundial |                           |                   |                  |
| Año                | Lugar                     | Medalla           | Competición      |
| 1989               | Plovdiv (Bulgaria)        | Medalla de plata  | K4 1000 m        |
| 1989               | Plovdiv (Bulgaria)        | Medalla de bronce | K2 500 m         |
| 1990               | Poznań (Polonia)          | Medalla de plata  | K1 1000 m        |
| 1993               | Copenhague (Dinamarca)    | Medalla de plata  | K2 500 m         |
| 1993               | Copenhague (Dinamarca)    | Medalla de plata  | K4 10 000 m      |
| 1994               | Ciudad de México (México) | Medalla de oro    | K2 200 m         |
| 1995               | Duisburgo (Alemania)      | Medalla de bronce | K2 500 m         |
| Campeonato Europeo |                           |                   |                  |
| Año                | Lugar                     | Medalla           | Competición      |
| 1997               | Plovdiv (Bulgaria)        | Medalla de plata  | K2 500 m         |
| 1997               | Plovdiv (Bulgaria)        | Medalla de bronce | K2 200 m         |